# Konstantin III.
Konstantin III., původním jménem Herakleios Konstantin (3. května 612 – 25. května 641), byl byzantský císař vládnoucí od února do května roku 641. Jeho otcem byl císař Herakleios (vládl 610–641), matkou první Herakleiova manželka Eudokia († 612), dcera Rogova. Konstantin měl mladšího bratra Heraklona, jehož matkou byla druhá Herakleiova manželka Martina, a několik dalších sourozenců.
Herakleios Konstantin měl být vlastně jako nejstarší syn císaře Herakleia předurčeným následníkem trůnu, ale vzhledem k jeho churavosti a snad i nedostatečným schopnostem rozhodl starý císař v závěti tak, že na trůn nastoupí společně s bratrem Heraklonem a že faktickou regentkou bude císařovna vdova Martina.
Toto rozdělení moci bylo od počátku zdrojem napětí, protože v Byzanci (byť jen de facto, nikoli de iure) platil princip primogenitury a ani vláda ženy nebyla v žádném případě obvyklá. Konstantin měl navíc z manželství s Gregorií zhruba jedenáctiletého syna, pozdějšího císaře Konstanta II., takže vznikaly též nejasnosti ohledně následnictví.
Za života Konstantina III. se zmíněné problémy ještě neprojevily přímo, když ale nemocný císař po třech měsících na trůně 25. května 641 zemřel, vedla otázka legitimity ke krizi a nakonec i ke svržení jeho bratra Heraklona a císařovny vdovy. Zmatky v centru říše měly potom negativní dopad na byzantskou obranyschopnost, především ve vztahu k Arabům, kteří právě útočili na Egypt.